# Numero cubico centrato
In teoria dei numeri, un numero cubico centrato è un numero figurato che rappresenta una serie di cubi costruiti attorno a un punto centrale. I primi numeri cubici centrati sono 1, 9, 35, 91, 189, 341, 559, 855, 1241, 1729, 2331, 3059, 3925, 4941, 6119, 7471, 9009, 10745, 12691, 14859, 17261, 19909, 22815, 25991, 29449, 33201, 37259, 41635, 46341, 51389, 56791, 62559, 68705, 75241, 82179, 89531, 97309, 105525....
 
I numeri cubici centrati hanno applicazione in alcuni modelli della configurazione elettronica degli atomi.

## Proprietà
La relazione matematica che identifica l'n-esimo numero cubico centrale è data dalla formula:
{\displaystyle n^{3}+(n-1)^{3}=(2n-1)(n^{2}-n+1)}
Se {\displaystyle C_{n}} è l'n-esimo numero cubico centrato e {\displaystyle P_{n}} è l'n-esimo numero piramidale quadrato, allora
{\displaystyle C_{n}=P_{n}+4P_{n-1}+P_{n-2}.}
La funzione generatrice per i numeri cubici centrati è:
{\displaystyle (x(x^{3}+5x^{2}+5x+1))/((x-1)^{4})=x+9x^{2}+35x^{3}+91x^{4}+....}